# Jonas Carlsson Dryander
Jonas Carlsson Dryander (Gotemburgo, Suécia, 5 de março de 1748 – Londres, Inglaterra, 19 de outubro de 1810) foi um botânico sueco.

## Biografia
Dryander nasceu em Gotemburgo, Suécia. Ele era filho de Carl Leonard Dryander e Brita Maria Montin. Ele foi aluno de Carl Linnaeus na Universidade de Uppsala. Ele entrou na Universidade de Lund em 1778 e recebeu seu mestrado em filosofia em 1778. 
Chegou a Londres em 10 de julho de 1777. Associou-se a Sir Joseph Banks e, após a morte do naturalista sueco Daniel Solander em 1782, foi bibliotecário da Royal Society e vice-presidente da Linnean Society de Londres.
As publicações de Dryander incluíam Catalogus bibliothecae historico-naturalis Josephi Banks (1796-1800).
Em 1784, foi eleito membro estrangeiro da Real Academia Sueca de Ciências .
O gênero Dryandra foi nomeado em sua homenagem por seu amigo e colega cientista Carl Peter Thunberg (1743-1828).

## Obras
- Catalogus Bibliothecæ Historico-Naturalis Josephi Banks, Baronetti, 5 Volumes, Londres, 1796 a 1800
- Herausgeber von Roxburgh: Plants of the Coromandel Coast, 1795 a 1798
- Beiträge zu Aiton: Hortus Kewensis, 1789